# 里奇蘭鎮區 (密西根州奧格莫縣)
里奇蘭鎮區（英語：Richland Township）是位於美國密歇根州奧格莫縣的一個行政鎮區。

## 地方資料
里奇蘭鎮區的面積為92.85平方千米，當中陸地面積為90.08平方千米，而水域面積為2.77平方千米。根據2020年美國人口普查的數據，當地共有人口827人，而人口密度為每平方千米8.91人。